# 매화오리나무
매화오리나무(Clethra barbinervis)는 매화오리나무과의 낙엽소교목이다.

## 생태
한국에서는 제주도 한라산의 숲 속에 드물게 난다. 가지는 윤생, 잎은 어긋나며, 흔히 가지 끝에 밀생한다. 넓은 피침형, 양끝이 좁고, 가장자리에 뾰족한 톱니, 맥겨드랑이에 털이 난다. 꽃은 흰색, 지름 6-8cm, 가지 끝에 겹총상꽃차례로 달리고, 꽃차례의 길이는 8-15cm, 꽃잎은 끝이 5갈래, 둥근 타원형, 가장자리에 톱니가 있다. 열매는 삭과, 납작한 둥근 모양, 지름 4-5mm, 긴 털이 있고, 꽃받침이 밑에 남아 있다. 어린잎은 식용하며 목재는 땔감용으로 쓰인다.